# Sungai Bungin
Sungai Bungin is een bestuurslaag in het regentschap Ogan Komering Ilir van de provincie Zuid-Sumatra, Indonesië. Sungai Bungin telt 1329 inwoners (volkstelling 2010).